# Willem Reijers
Wilhelmus Ludovicus (Willem) Reijers (Arnhem, 12 maart 1910 – Alkmaar, 2 oktober 1958) was een Nederlandse schilder, illustrator en beeldhouwer.

## Leven en werk
Reijers was een zoon van kandidaat-notaris Roeland Reijers (1868-1930) en Johanna Josina Troost (1875-1953). Hij groeide op in Noordwijk en werd -nadat hij vroegtijdig het gymnasium verliet- aanvankelijk opgeleid in de bloemenhandel. Hij bezocht de Handelsschool in München en volgde in zijn vrije tijd lessen bij de schilder Theodor Grätz. Hij keerde terug naar Nederland, maar vertrok al snel richting Londen voor een cursus letterschrijven en de tekenklas van de Grosvenor School of Modern Art (1931-1934). Hij illustreerde in die tijd een feuilleton van Clinge Doorenbos dat in De Telegraaf werd gepubliceerd. Hij trok vervolgens naar Parijs, waar hij in de leer was bij de schilder Fernand Léger aan de Académie de la Grande Chaumière. In 1936 had hij zijn eerste expositie, met Toon Ninaber van Eyben, bij kunsthandel Santee Landweer in Amsterdam. In 1938 keerde Reijers terug naar Nederland, waar hij in zijn atelier naast schilderijen de eerste plastieken maakte. In 1939 werkte hij gedurende vier maanden, tot het uitbreken van de Tweede Wereldoorlog, in het atelier van de beeldhouwer Ossip Zadkine. Reijers richtte zich sindsdien vooral op het beeldhouwen. Hij wordt beschouwd als een van de vernieuwende beeldhouwers van vlak na de oorlog. Hij leerde Betsy (Bep) Weijl (1917-1996), dochter van de schilder Jaap Weyand, kennen en zij trouwden in 1942.
Reijers was lid van de kunstenaarsgroep Vrij beelden (1947). In 1948 maakten vier van zijn sculpturen deel uit van de Nederlandse inzending voor de Biënnale van Venetië. Reijers was maar zo'n tien jaar als beeldhouwer actief. Hij liet een klein oeuvre van experimenteel werk na, dat door heel Nederland werd geplaatst. Reijers' laatste werk was het Verkeerswezen voor de Emmabrug in de stad Groningen. Hij overleed voor het in brons kon worden gegoten. Het werk werd afgemaakt door Wessel Couzijn en onthuld door Reijers' weduwe in 1959.
Reijers was bevriend met Lucebert, die over hem het volgende gedicht schreef:

In memoriam Willem Reijers

er is geen beeld van de dood er is alleen

het levendige beeld van de opgeheven hand

die een glas bier omvat of een rug van klei

of de hamer die korte metten moet maken

met de overtollige ruimte. er is

binnen mijn warm vel de wereld fel

waarin het altijd goed was stevig te staan

snel te gaan over de snelweg

stevig te staan tussen voortrazende vluchtige vormen

snel te grijpen naar een stevig lichaam dat zowel

in je geest als in je handen thuishoort

in elk nieuw geschapen beeld

standbeeld of denkbeeld

moest zijn de thuiskomst met mij

om al de overgangen en bochten met levensgevaar genomen

en die dan zei met mij: – hier ben ik

er is geen ander beeld van de dood

dan een levend beeld –

## Werken in de openbare ruimte (selectie)
- Monument voor een fusillade te Zijpersluis (1947)
- Engel (1949), Amsterdam
- Vrouw met vlag (1949), Vorden
- David en Saul (1952), Alkmaar
- Gevelplastiek Werkspoor (1952), Oostenburgergracht, Amsterdam
- Phoenix (1953)[7], hal station Arnhem, geplaatst in 1954; in opslag tijdens de bouw van het nieuwe station (2007-2015); herplaatst in nieuwe stationshal Arnhem Centraal (2015)
- Phoenix (1953-1974)[7], Spiegelgracht, Amsterdam
- Gevelreliëf van het wapen van Gelderland, balkonhek (1954-1955) en deurgrepen (1955-1956) voor het Huis der Provincie, Arnhem
- Handen aan de LTS, Amsterdam (1956)
- Verkeerswezen (1959), Groningen
- De man van Vught (1973), Heiloo

## Fotogalerij

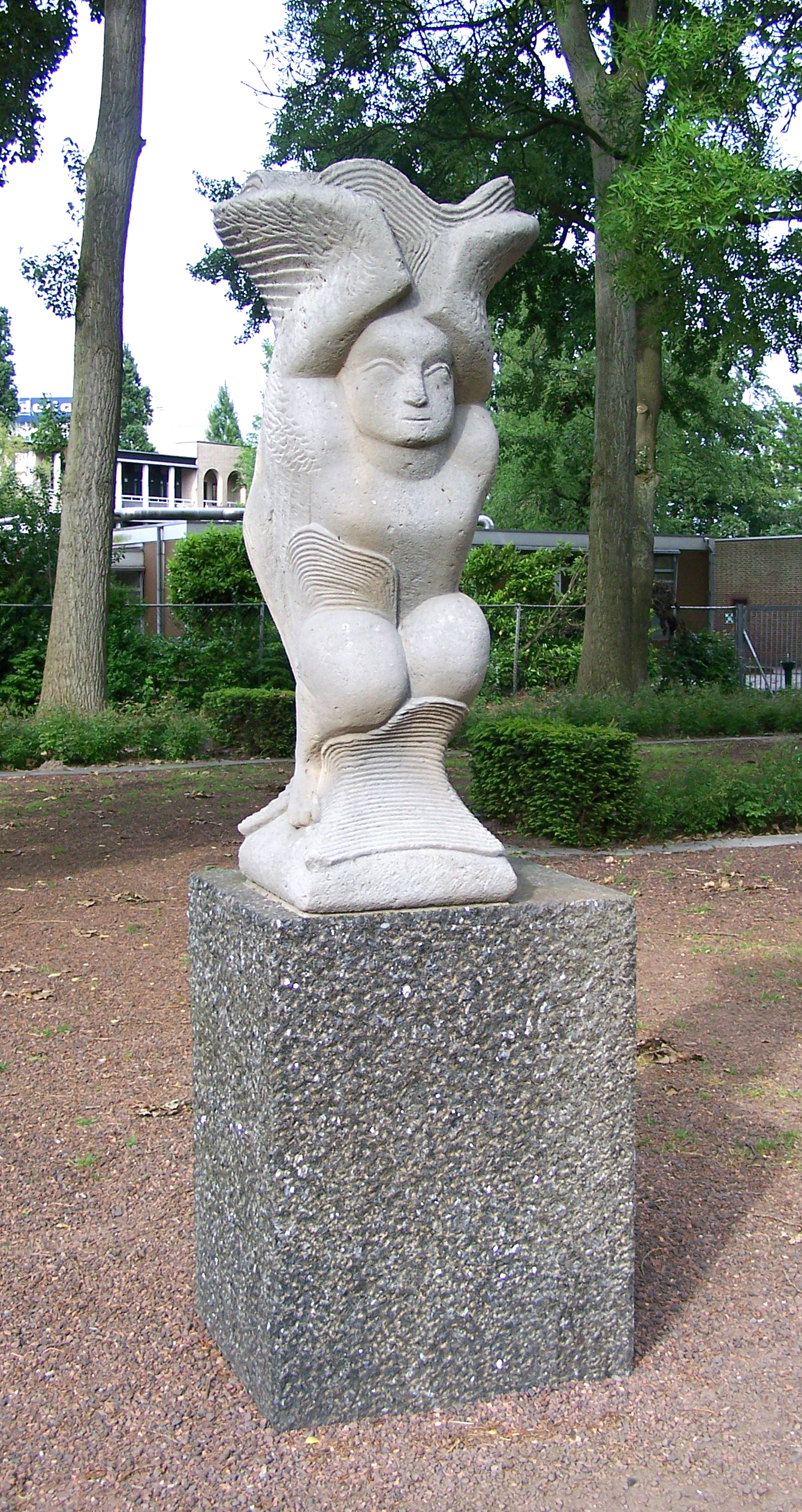
Engel (1949), Amsterdam
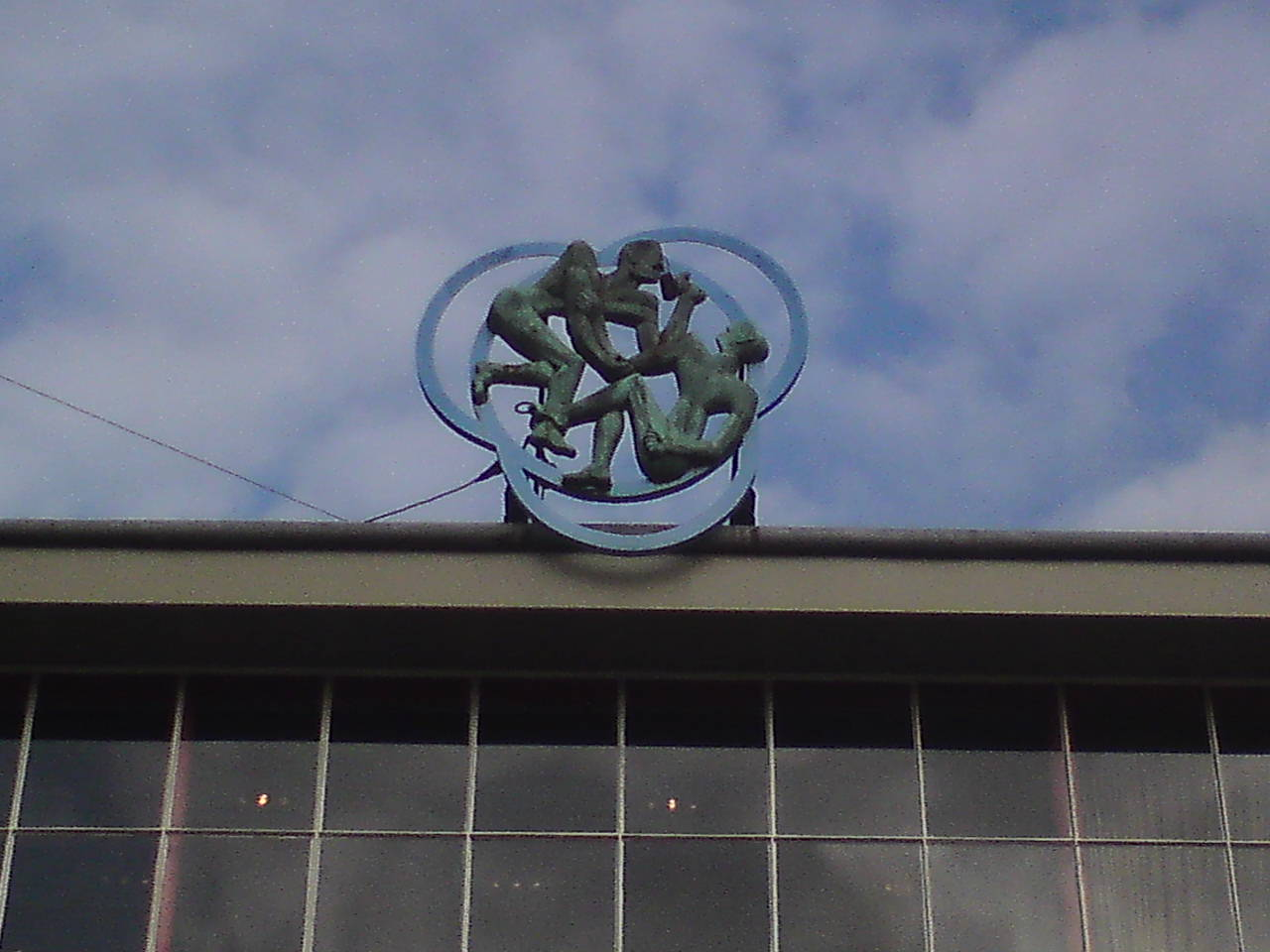
Gevelplastiek Werkspoor (1952), Amsterdam
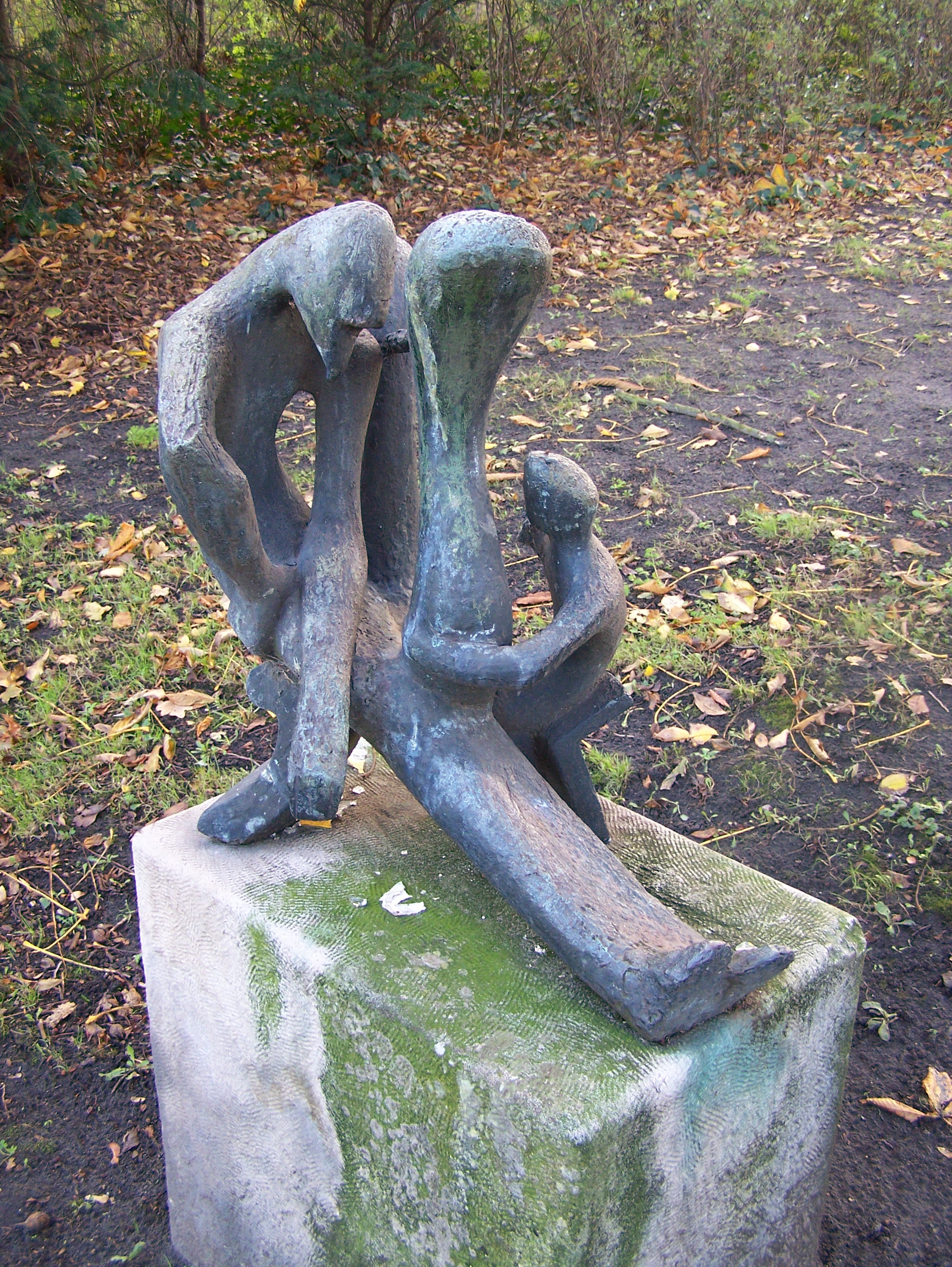
Saul en David (1952), Alkmaar
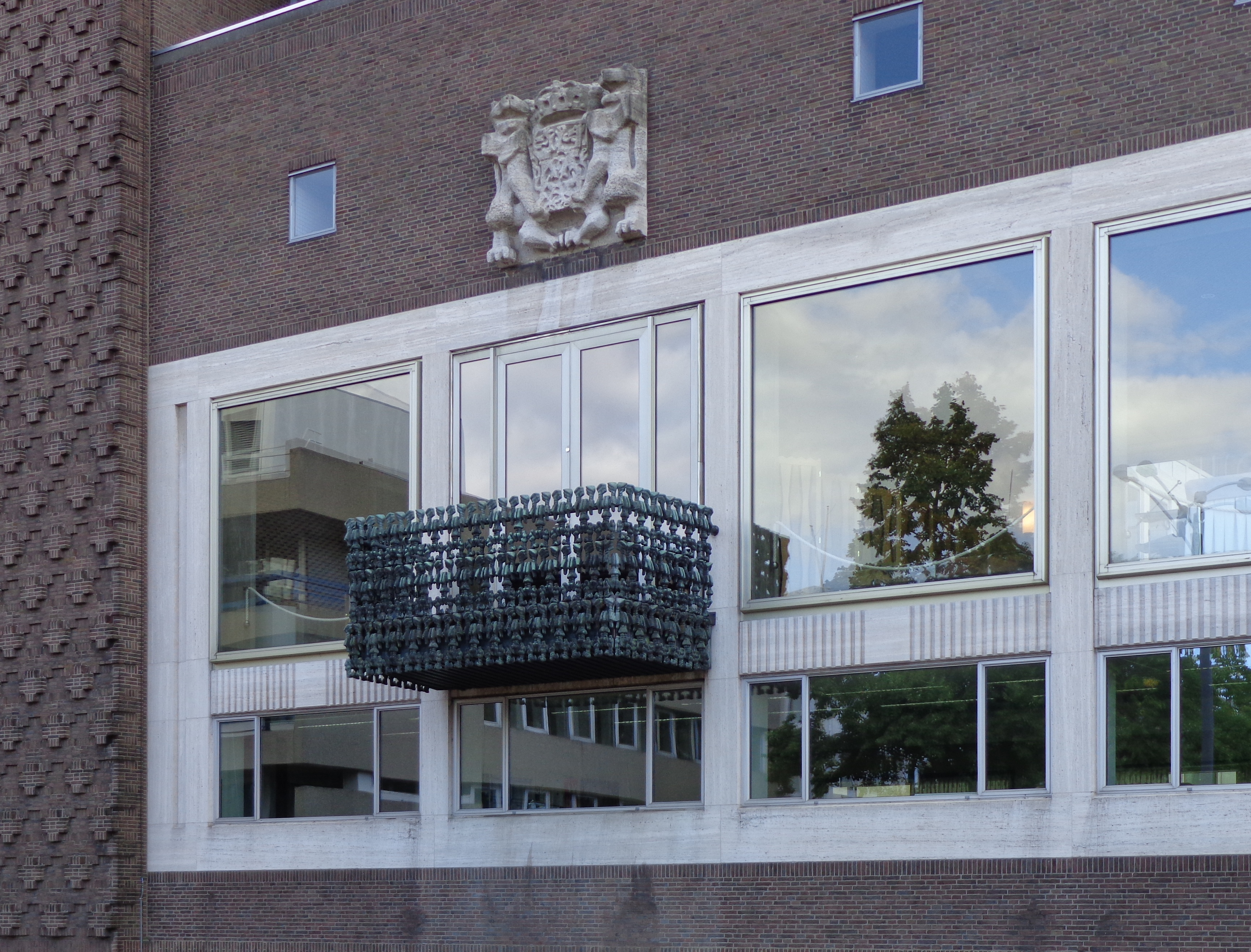
Wapen en balkonhek (1954-1955), Arnhem
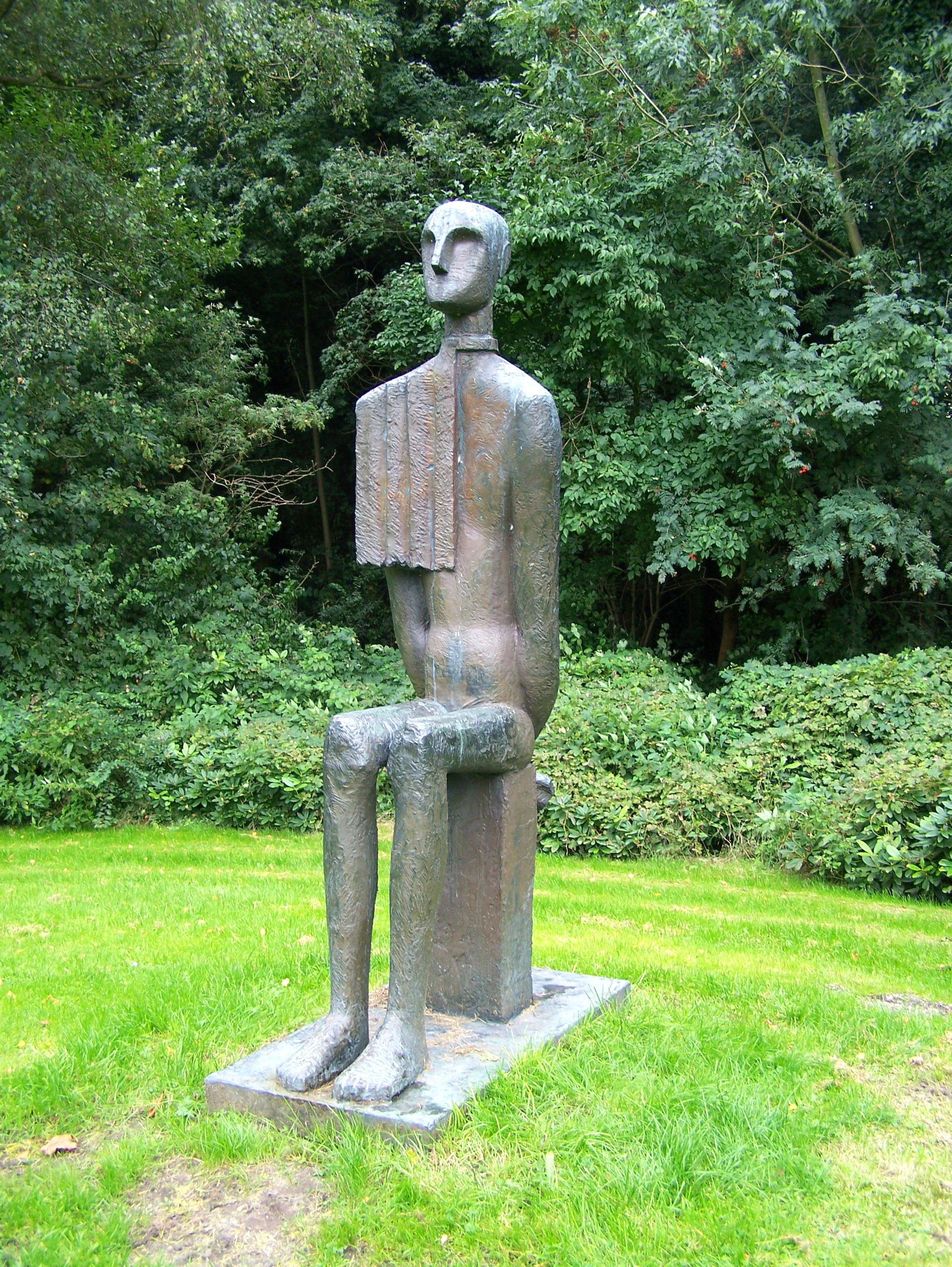
De man van Vught (1973), Heiloo
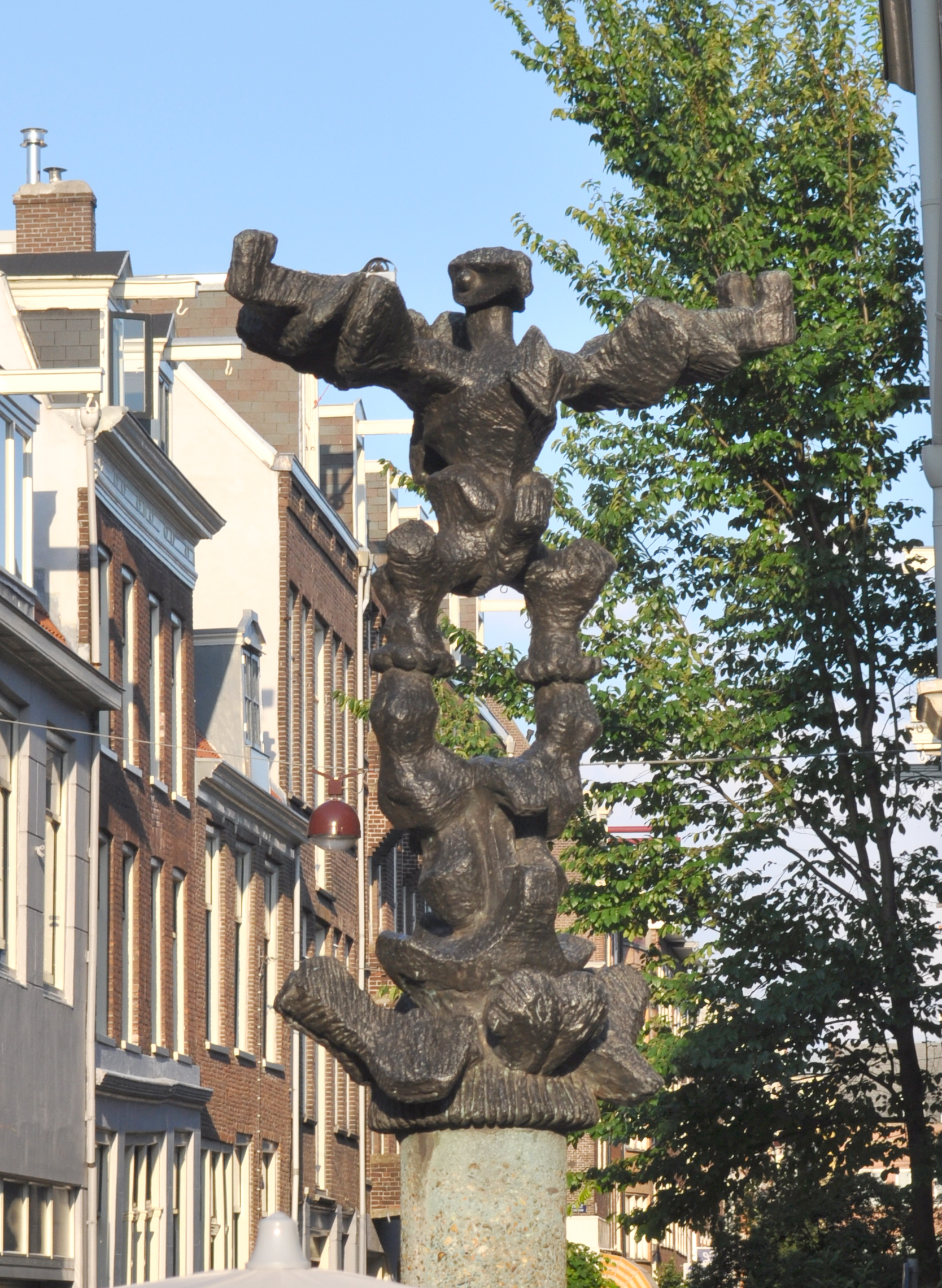
Phoenix (1974), Amsterdam